# Rothschildia tucumani
Rothschildia tucumani is een vlinder uit de onderfamilie Saturniinae van de familie nachtpauwogen (Saturniidae).
De wetenschappelijke naam van de soort is voor het eerst geldig gepubliceerd door Paul Dognin in 1901.